# Bulbophyllum schmidii
Bulbophyllum schmidii är en orkidéart som beskrevs av Leslie Andrew Garay. Bulbophyllum schmidii ingår i släktet Bulbophyllum och familjen orkidéer. Inga underarter finns listade i Catalogue of Life.